# Münzfund von Græsli

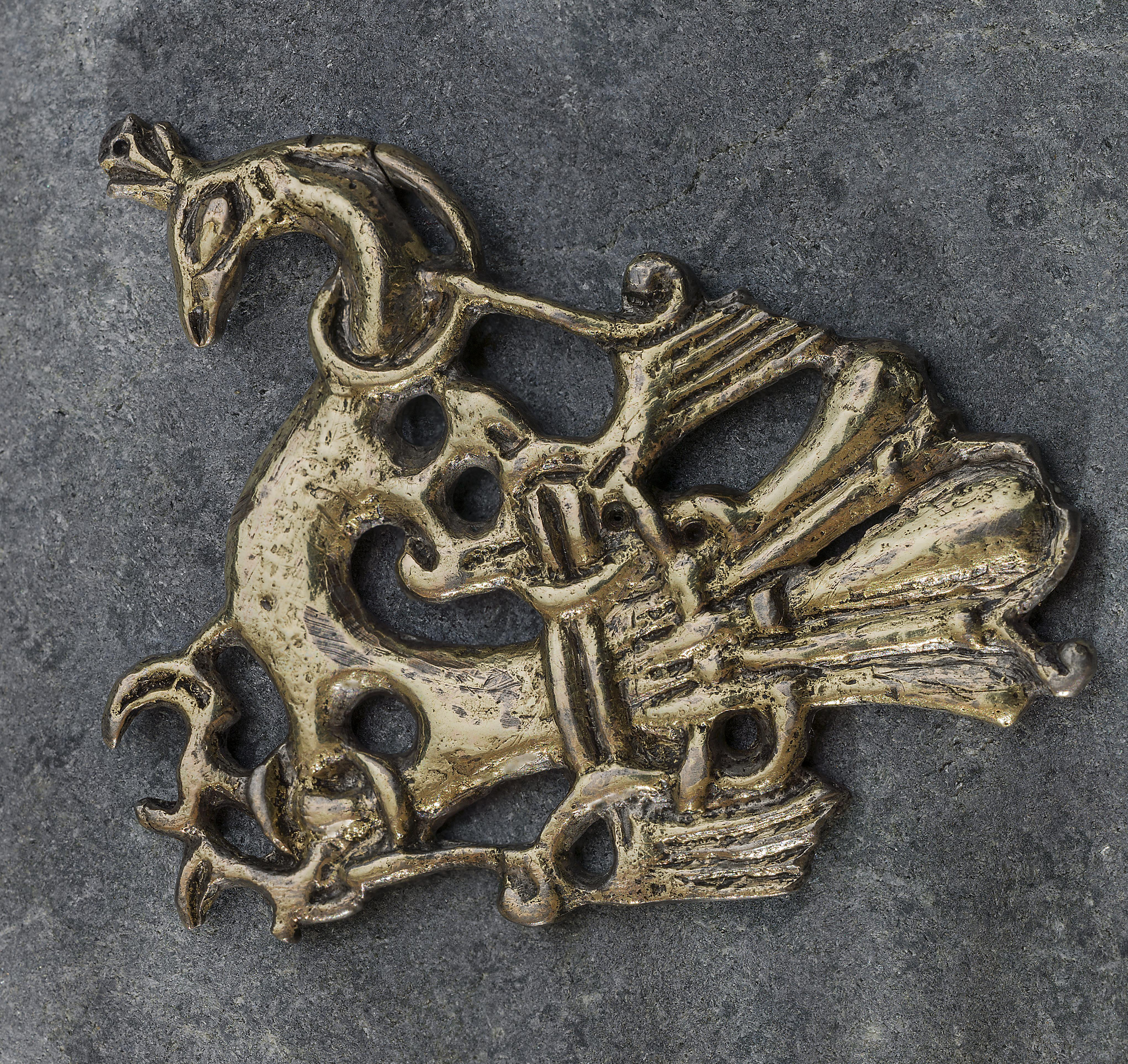
Der Græslivogel

Der Münzfund von Græsli (norwegisch Græslifunnet; auch Gressli geschrieben) wurde in Tydal im Fylke Trøndelag in Norwegen 1878 beim Kartoffelernten an einer Stelle gemacht, an der sich eine eingeebnete Röse befand. Der damals größte Depotfund Norwegens enthielt 2253 mittelalterliche Silbermünzen, einige Silberstücke, den Græslivogel (norwegisch Græsli/Gresslinåla), eine vergoldete silberne Vogelfigur und Hacksilber.

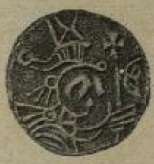
Münze von Olav Kyrre aus dem Fund

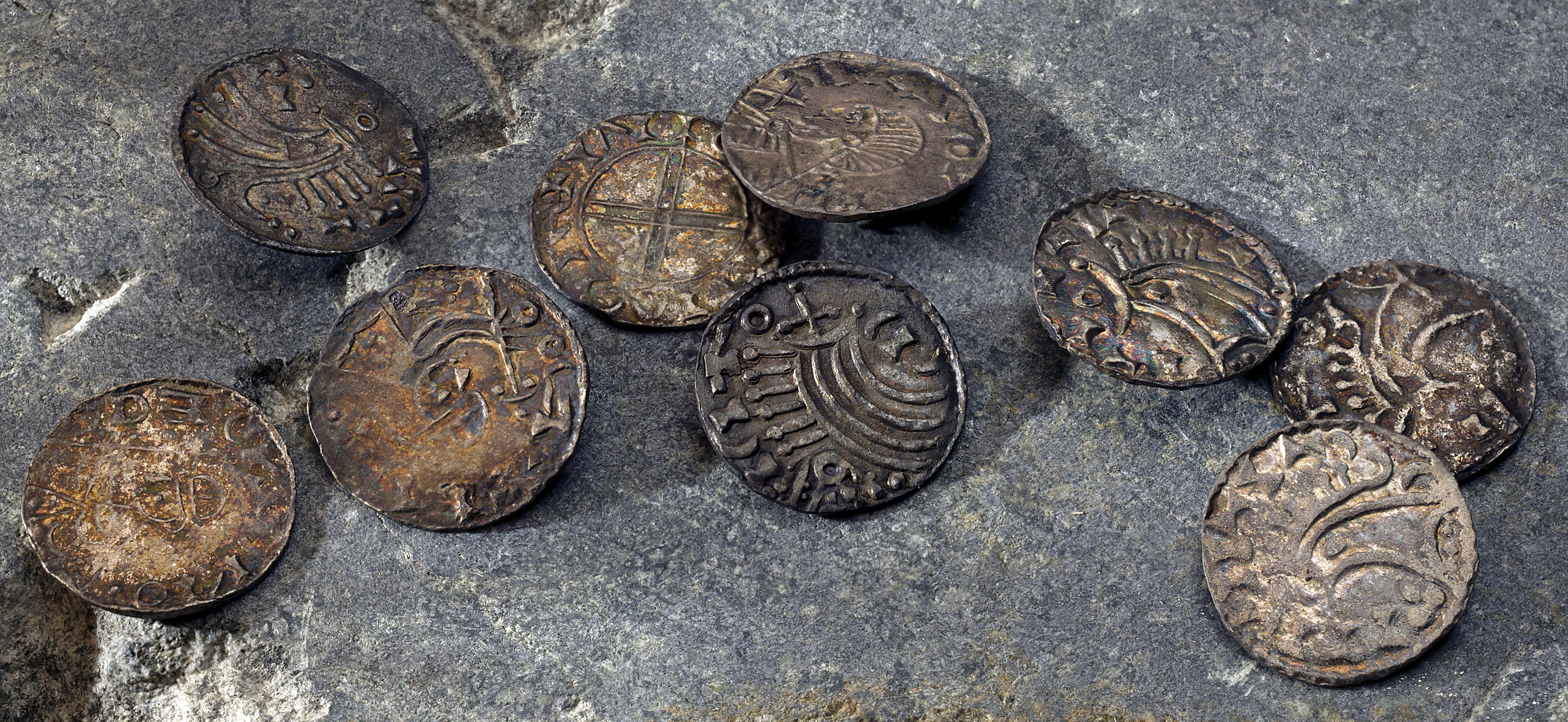
Münzen

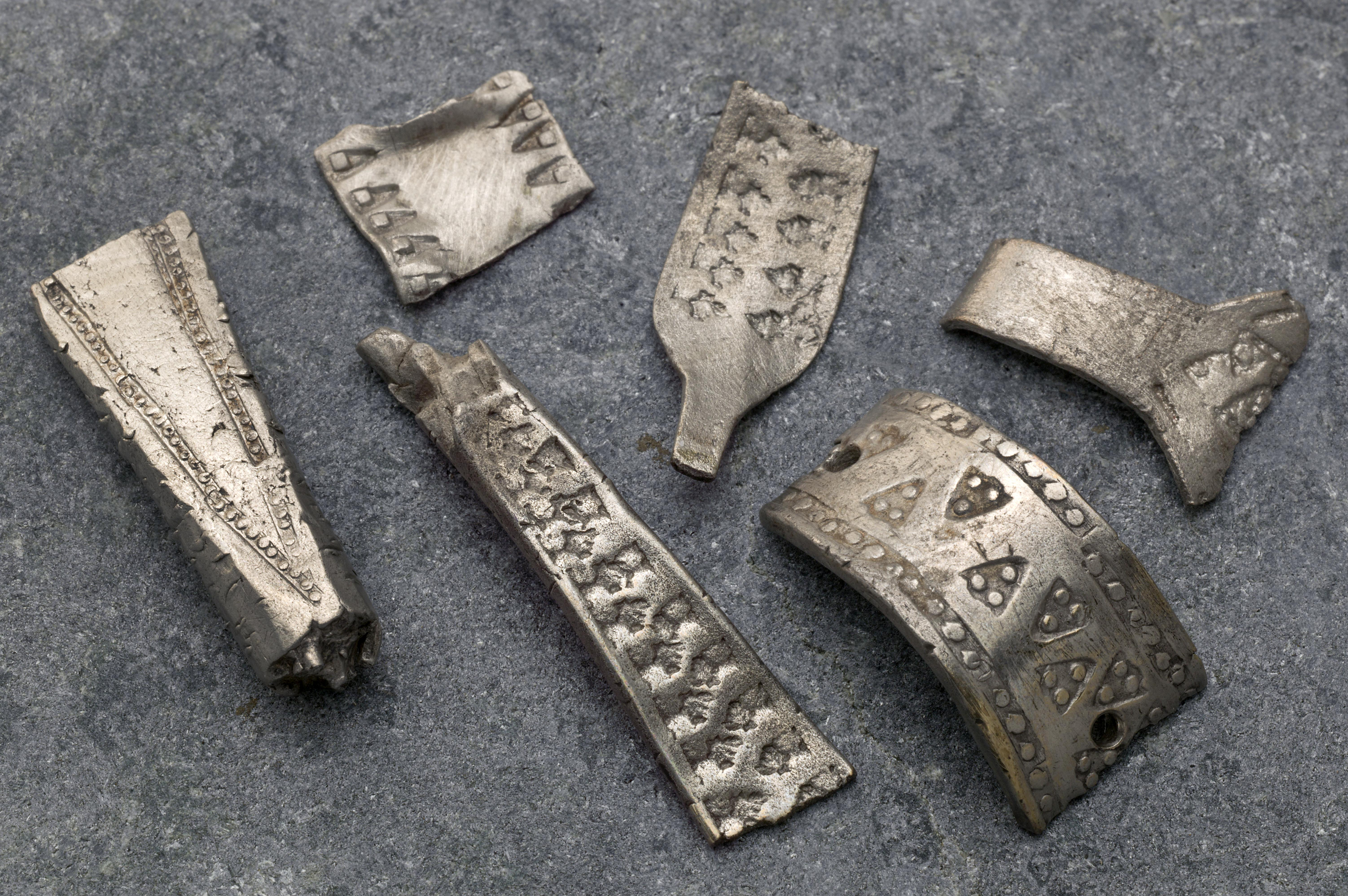
Hacksilber

Die Entdeckung besteht zum größten Teil aus ältesten norwegischen Münzen. Unter den Münzen befanden sich 1209 norwegische aus der Zeit Olav Kyrres (Olav der Ruhige; 1067–1093), aber auch acht Münzen aus der Zeit Harald Hardrådes (1045–1066), 38 deutsche und je zwei dänische, angelsächsische (Imitate) und weitere, nicht erkennbare Münzen. Der Græslifund ist die wichtigste Quelle über Olav Kyrres umfangreiche Prägetätigkeit. Vor 1060 finden sich fast ausschließlich ausländische Münzen in norwegischen Schatzfunden. Zwischen 1060 und 1320 sind es fast nur norwegische. Danach wächst der Anteil ausländischer Münzen wieder. Die Münzen von Harald Hardråde und Olav Kyrre wurden in Odense geprägt und nach Norwegen transportiert.
Das Münzbild (Avers) von Olav Kyrres Münzen wurde von königlichen Medailleuren entwickelt, die sich an norwegischen, skandinavischen und angelsächsischen Münzen orientierten. Allmählich verwandelt sich dies in primitive, tierische, fast abstrakte Figuren. Auf der Rückseite (Revers) von Olav Kyrres Münzen findet sich immer ein Kreuz. Zusätzlich ist eine Inschrift angebracht, die gelegentlich darüber Auskunft gibt, wer die Münze hergestellt hat.
Die mit den Münzen gefundene vergoldete vogelförmige Schnalle ist im Ringerike-Stil erstellt. In den späten 1000er Jahren wurden in Skandinavien vogelförmige Schnallen in Massenproduktion hergestellt. Die Qualität war vielfältig, aber der um 1085 n. Chr. hergestellte Græslivogel ist elegante Handwerkskunst.
1881 veröffentlichte Laurentius Borchsenius Stenersen eine akribische Beschreibung des Fundes. Die Münzen wurden hauptsächlich vom Münzkabinett der Universität in Oslo erworben. 1978 wurde am Fundort ein Gedenkstein mit der Aufschrift Græslifunnet und einer vergrößerten Kopie des Græslivogels errichtet.